# La Chapelle-Saint-Sauveur, Loire-Atlantique
La Chapelle-Saint-Sauveur (bretonsko Chapel-ar-Salver) je naselje in občina v francoskem departmaju Loire-Atlantique regije Loire. Leta 2012 je naselje imelo 794 prebivalcev.

## Geografija
Kraj leži v pokrajini Bretaniji ob meji z Anjoujem, 50 km vzhodno od Nantesa.

## Uprava
Občina La Chapelle-Saint-Sauveur skupaj s sosednjimi občinami Anetz, Ancenis, Belligné, Bonnœuvre, Couffé, Le Fresne-sur-Loire, Maumusson, Mésanger, Montrelais, Oudon, Pannecé, Le Pin, Pouillé-les-Côteaux, La Roche-Blanche, La Rouxière, Saint-Géréon, Saint-Herblon, Saint-Mars-la-Jaille, Saint-Sulpice-des-Landes, Varades in Vritz sestavlja kanton Ancenis s sedežem v Ancenisu; slednji je tudi sedež okrožja Ancenis.

## Zanimivosti
- graščina Château de la Basse-Jaillière iz 19. stoletja, naslednica nekdanje srednjeveške trdnjave, uničene med francosko revolucijo,
- dvorec Château de la Jaillière iz 19. stoletja,
- cerkev Jezusove spremenitve na gori iz 19. stoletja.